# Гуссоу, Мел
Мел Гуссоу (англ. Mel Gussow; 19 декабря, 1933 — 29 апреля, 2005) — влиятельный американский театральный критик, журналист, кинокритик, в течение 35 лет писавший статьи для The New York Times.

## Биография
Своими рецензиями он помог развитию карьеры актёров (Кевин Клайн, Мерил Стрип и Сигурни Уивер), драматургов (Сэм Шепард, Дэвид Мамет, Джон Гуари, Гарольд Пинтер, Эдвард Олби, Том Стоппард), вундеркиндам театра (Роберт Уилсон, Чарльз Лудлам, Ричард Форман, Джули Теймор). Он также помог развитию региональных театров.